# ハマサジ
ハマサジ Limonium tetragonum はイソマツ科の植物の1つ。海岸の満潮時には海水につかる場所に生育する。硬い根の先端に厚いヘラ型の葉を多数付ける。

## 特徴

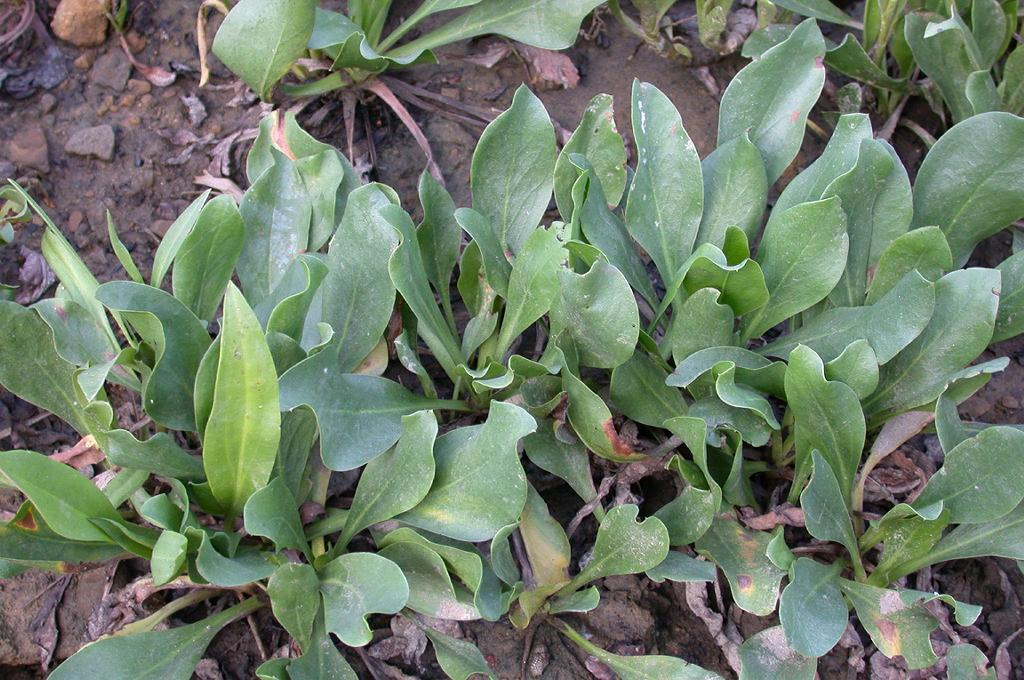
さじ型の葉

越年生ないし多年生の草本(後述)。主根は地中へ真っ直ぐに伸び、その基部は硬くなる。茎はほとんど伸びず、多数の葉が根生状に出てロゼット状になる。葉は長楕円状ヘラ型で長さ12-15cm、先端は丸くなっており、基部は次第に狭まって葉柄へと続き、その部分はしばしば赤みを帯びる。葉質は厚く、縁は滑らかで表面にはつやがある。葉は全体に無毛。
花期は秋で、9-11月にわたる。葉の束の中心から緑色の花茎を立て、高さは30-60cmになる。多数の枝を分け、それぞれの枝の先端に穂状花序を付け、多数の花が並ぶ。苞葉は楕円形で長さ4mmほど、緑色で縁は乾いた膜質となっており先端は丸くなってその先端が小さく突き出している。花は正常な花1つと、1個の不熟の花がこの苞葉に包まれているが、その基部には2枚の膜質の小苞葉がある。上側の小苞は楕円形で長さ4mm、下側のものは小さくて長さ1-1.5mm。萼は筒状で先端は5つの裂片となり、白くて乾いた膜質となっており、長さ5mm。萼の稜には白く長い毛が生えている。花冠は萼より少し長く、先端より深く5つに裂けている。裂片は狭いヘラ状で先端は少し凹んでおり、先端の方は黄色く、基部側は白い。雄しべは5本で、雌しべの花柱は5裂している。果実は紡錘形をしており、長さ2.5mmほど。
なお、この科の花は少数が1つにまとまっており、これを小穂(イネ科などに見られる花序が小さくまとまってできる構造)と見なす場合もあるが、必ずしも常にそう扱うわけでもないようである。
和名は浜匙の意味であり、海辺に生え、葉の形が匙形であることに依る。

## 分布
東アジアの温帯域に分布する。日本では本州においては太平洋岸では宮城県、福島県と愛知県以西に、日本海側では島根県と山口県に見られ、それに四国、九州と南西諸島に分布がある。南限は奄美大島とされているが、現状は不明とのこと。なお、初島(1975)には本種は取り上げられていない。国外では朝鮮半島南部から知られる。

## 生育環境
海岸に生育し、満潮時には葉が冠水する。内湾や湾岸の底質が砂泥から砂礫の地域に出現するものであるが、泥地よりは礫地を好む。時に岩礁海岸にも出てきて、特に溶岩海岸に見られる。
1回繁殖型の多年草である。つまり大きく育つまでは花を出さず、株が大きくなって初めて茎を伸ばして花序を付ける。花が咲く頃には根出状の葉は枯れ、開花、結実の後に株全体が枯れる。普通は2年から3年程度の寿命である。

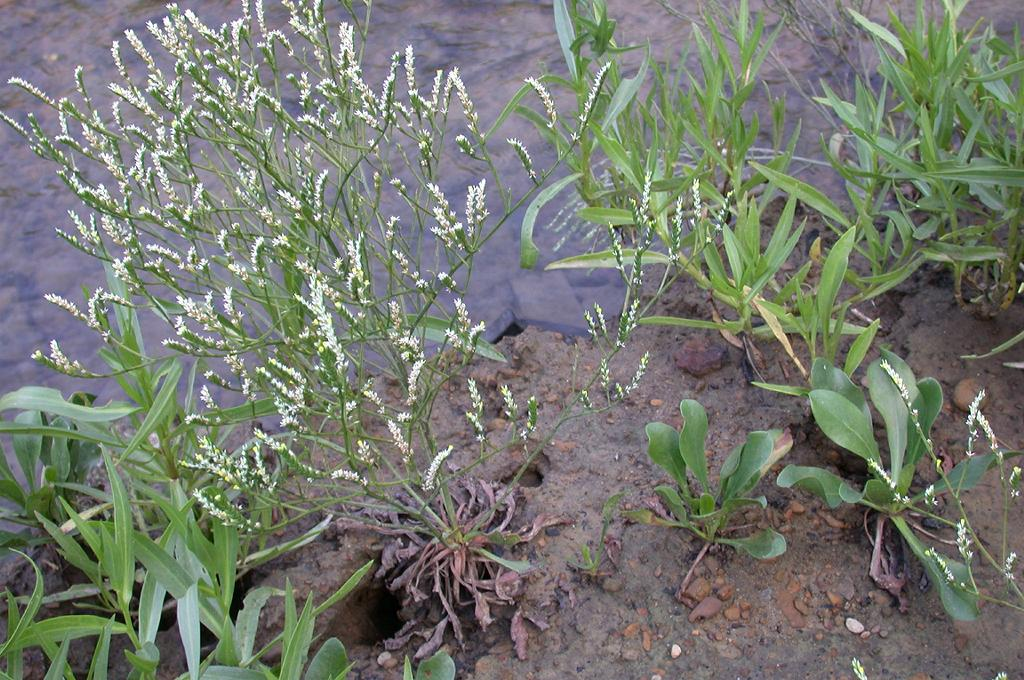
開花株は葉が枯れる
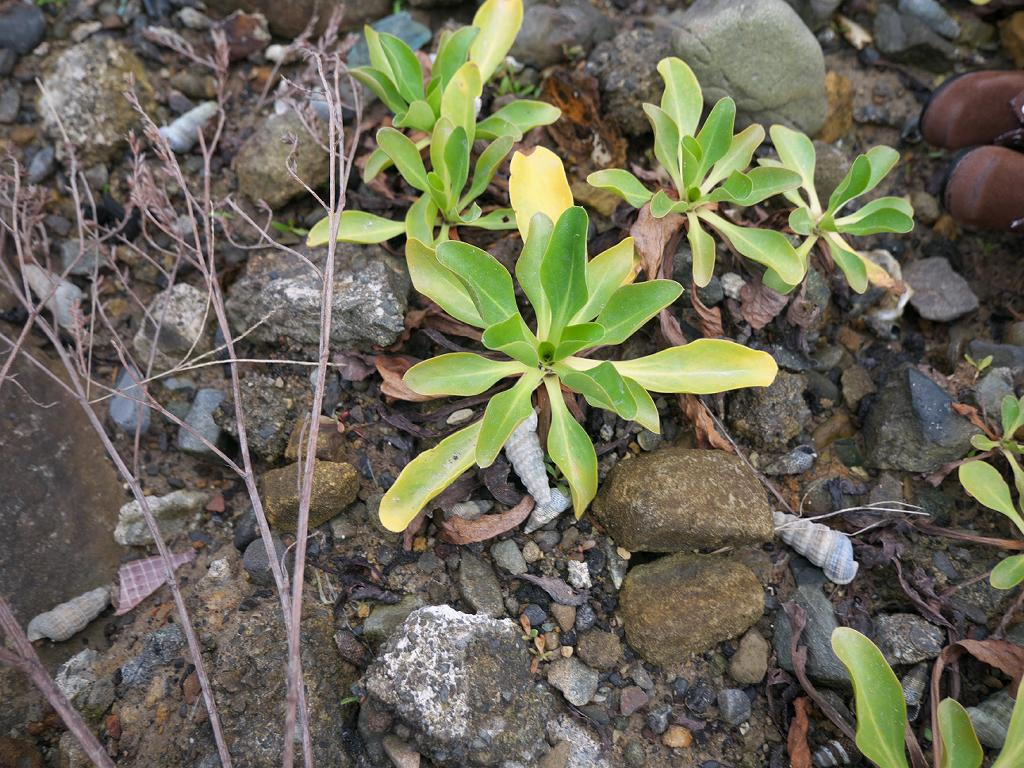
冬を越した若い株（3月）

## 類似種など
日本には同属のものが4種ある。以下の2種は特に1回繁殖型の多年生草本である点が共通し、花序が散房状になる点で区別出来る。
- L. sinense　タイワンハマサジ：八重山諸島の中之御神島
- L. senkakuense　センカクハマサジ：尖閣諸島の魚釣島

他にウコンイソマツ L. wrightii var. wrightii と変種のイソマツ var. arbusculum があり、これらは小さいながらも木本であり、本種のようにロゼット状に葉をつけた位置の下の茎は木質化し、また分枝もする。
いわゆるスターチス L. sinutatum は和名をハナハマサジといい、やはり同属である。スターチスの名は旧学名の Statice に基づくもので、この種を含む複数種がこの名で栽培されている。

## 利害
葉を煮てから水にさらすことで食用に供する。

## 保護の状況
環境省のレッドデータブックでは準絶滅危惧に指定されており、各府県別では福島県以南、鹿児島県までの21の府県で何らかの指定を受けているほか、静岡県では絶滅とされている。
本種の主たる生育地である河口の塩生湿地が防潮工事や開発などによって減少が著しく、生育環境が大きく狭められている。